# Olympische Winterspiele 1976/Skilanglauf – 4 × 10 km (Männer)
Die 4 × 10-km-Skilanglaufstaffel der Männer bei den Olympischen Winterspielen 1976 fand am 11. Februar 1976 in Seefeld in Tirol statt. Olympiasieger wurde die finnische Staffel mit Matti Pitkänen, Juha Mieto, Pertti Teurajärvi und Arto Koivisto. Die Silbermedaille ging an die Staffel aus Norwegen, Bronze an die Sowjetunion.

## Daten
- Datum: 11. Februar 1976, 09:00 Uhr
- Höhenunterschied: 95 m
- Maximalanstieg: 65 m
- Totalanstieg: 350 m
- 64 Teilnehmer aus 16 Ländern genannt, davon 56 aus 14 Ländern in der Wertung

## Ergebnisse
| Platz' | #  | Land / Sportler                                                                             | Zeit                                                             |
| ------ | -- | ------------------------------------------------------------------------------------------- | ---------------------------------------------------------------- |
| 1      | 04 | Finnland Matti Pitkänen Juha Mieto Pertti Teurajärvi Arto Koivisto                          | 2:07:59,72 h 35:03,59 min 31:14,89 min 31:25,04 min 30:16,20 min |
| 2      | 03 | Norwegen Pål Tyldum Einar Sagstuen Ivar Formo Odd Martinsen                                 | 2:09:58,36 h 34:46,22 min 32:22,40 min 31:35,98 min 31:13,76 min |
| 3      | 02 | Sowjetunion Jewgeni Beljajew Nikolai Baschukow Sergei Saweljew Iwan Garanin                 | 2:10:51,46 h 35:53,69 min 31:57,04 min 32:19,06 min 30:41,67 min |
| 4      | 14 | Schweden Benny Södergren Christer Johansson Thomas Wassberg Sven-Åke Lundbäck               | 2:11:16,88 h 34:42,63 min 33:12,47 min 31:37,72 min 31:44,06 min |
| 5      | 06 | Schweiz Franz Renggli Edi Hauser Heinz Gähler Alfred Kälin                                  | 2:11:28,53 h 35:25,86 min 32:30,09 min 31:38,46 min 31:54,12 min |
| 6      | 12 | Vereinigte Staaten Doug Peterson Tim Caldwell Bill Koch Ronny Yeager                        | 2:11:41,35 h 36:06,24 min 32:16,01 min 30:43,61 min 32:35,49 min |
| 7      | 08 | Italien Renzo Chiocchetti Tonino Biondini Ulrico Kostner Giulio Capitanio                   | 2:12:07,12 h 37:32,55 min 32:24,33 min 30:56,09 min 31:14,15 min |
| 8      | 09 | Österreich Rudolf Horn Reinhold Feichter Werner Vogel Herbert Wachter                       | 2:12:22,80 h 34:54,64 min 33:06,58 min 32:57,12 min 31:24,46 min |
| 9      | 11 | BR Deutschland Franz Betz Georg Kandlinger Walter Demel Georg Zipfel                        | 2:12:38,96 h 35:59,91 min 33:05,50 min 31:51,36 min 31:42,19 min |
| 10     | 05 | Tschechoslowakei František Šimon Milan Jarý Jiří Beran Stanislav Henych                     | 2:12:49,99 h 37:12,39 min 32:55,64 min 31:13,44 min 31:23,52 min |
| 11     | 10 | Frankreich Daniel Drezet Jean-Paul Vandel Yves Blondeau Jean-Paul Pierrat                   | 2:13:05,26 h 35:47,64 min 33:10,12 min 32:09,16 min 31:58,34 min |
| 12     | 13 | Kanada Bert Bullock Ernie Lennie Edward Day Hans Skinstad                                   | 2:15:31,85 h 35:16,98 min 34:45,37 min 32:50,20 min 32:39,30 min |
| 13     | 07 | Polen Wiesław Gębala Jan Staszel Jan Dragon Władysław Podgórski                             | 2:16:06,63 h 35:33,85 min 32:23,89 min 34:56,60 min 33:12,29 min |
| 14     | 16 | Bulgarien Ljubomir Toskow Iwan Lebanow Christo Barsanow Petar Pankow                        | 2:19:45,66 h 37:10,84 min 35:12,89 min 33:28,54 min 33:53,39 min |
| DNF    | 01 | Deutsche Demokratische Republik Gerd Heßler Axel Lesser Gerhard Grimmer Gert-Dietmar Klause | DNF 34:44,44 min DNF - -                                         |
| DNF    | 15 | Türkei Sacit Özbey Bahri Yılmaz Şeref Çınar Yavuz Özbey                                     | DNF 41:14,00 min DNF - -                                         |